# Villiers-le-Bâcle
Villiers-le-Bâcle és un municipi francès, situat al departament de l'Essonne i a la regió de Illa de França. L'any 2007 tenia 1.150 habitants.
Forma part del cantó de Gif-sur-Yvette i districte de Palaiseau. I des del 2016 de la Comunitat d'aglomeració París-Saclay.

## Demografia

### Població
El 2007 la població de fet de Villiers-le-Bâcle era de 1.150 persones. Hi havia 434 famílies, de les quals 92 eren unipersonals (40 homes vivint sols i 52 dones vivint soles), 115 parelles sense fills, 191 parelles amb fills i 36 famílies monoparentals amb fills.
La població ha evolucionat segons el següent gràfic:
Habitants censats

### Habitatges
El 2007 hi havia 451 habitatges, 434 eren l'habitatge principal de la família, 6 eren segones residències i 11 estaven desocupats. 325 eren cases i 123 eren apartaments. Dels 434 habitatges principals, 345 estaven ocupats pels seus propietaris, 77 estaven llogats i ocupats pels llogaters i 12 estaven cedits a títol gratuït; 15 tenien una cambra, 37 en tenien dues, 60 en tenien tres, 98 en tenien quatre i 225 en tenien cinc o més. 375 habitatges disposaven pel capbaix d'una plaça de pàrquing. A 152 habitatges hi havia un automòbil i a 266 n'hi havia dos o més.

### Piràmide de població
La piràmide de població per edats i sexe el 2009 era:
| Homes | Edats   | Dones |
| ----- | ------- | ----- |
| 0     | 95 o +  | 4     |
| 0     | 90 a 94 | 0     |
| 4     | 85 a 89 | 0     |
| 0     | 80 a 84 | 4     |
| 12    | 75 a 79 | 8     |
| 12    | 70 a 74 | 8     |
| 8     | 65 a 69 | 16    |
| 16    | 60 a 64 | 8     |
| 20    | 55 a 59 | 28    |
| 40    | 50 a 54 | 48    |
| 52    | 45 a 49 | 64    |
| 40    | 40 a 44 | 44    |
| 48    | 35 a 39 | 40    |
| 44    | 30 a 34 | 52    |
| 40    | 25 a 29 | 32    |
| 32    | 20 a 24 | 16    |
| 28    | 15 a 19 | 32    |
| 56    | 10 a 14 | 72    |
| 52    | 5 a 9   | 52    |
| 32    | 0 a 4   | 36    |

## Economia
El 2007 la població en edat de treballar era de 827 persones, 607 eren actives i 220 eren inactives. De les 607 persones actives 578 estaven ocupades (299 homes i 279 dones) i 29 estaven aturades (13 homes i 16 dones). De les 220 persones inactives 70 estaven jubilades, 95 estaven estudiant i 55 estaven classificades com a «altres inactius».

### Ingressos
El 2009 a Villiers-le-Bâcle hi havia 432 unitats fiscals que integraven 1.167 persones, la mediana anual d'ingressos fiscals per persona era de 29.495 €.

### Activitats econòmiques
Dels 53 establiments que hi havia el 2007, 3 eren d'empreses de fabricació d'altres productes industrials, 4 d'empreses de construcció, 9 d'empreses de comerç i reparació d'automòbils, 1 d'una empresa de transport, 3 d'empreses d'hostatgeria i restauració, 8 d'empreses d'informació i comunicació, 4 d'empreses immobiliàries, 12 d'empreses de serveis, 6 d'entitats de l'administració pública i 3 d'empreses classificades com a «altres activitats de serveis».
Dels 9 establiments de servei als particulars que hi havia el 2009, 1 era una fusteria, 2 electricistes, 1 empresa de construcció, 1 perruqueria, 3 restaurants i 1 agència immobiliària.
L'únic establiment comercial que hi havia el 2009 era una botiga de material esportiu.
L'any 2000 a Villiers-le-Bâcle hi havia 3 explotacions agrícoles.

## Equipaments sanitaris i escolars
El 2009 hi havia 1 escola maternal i 1 escola elemental.

## Poblacions més properes
El següent diagrama mostra les poblacions més properes.